# Rudolph Bergh

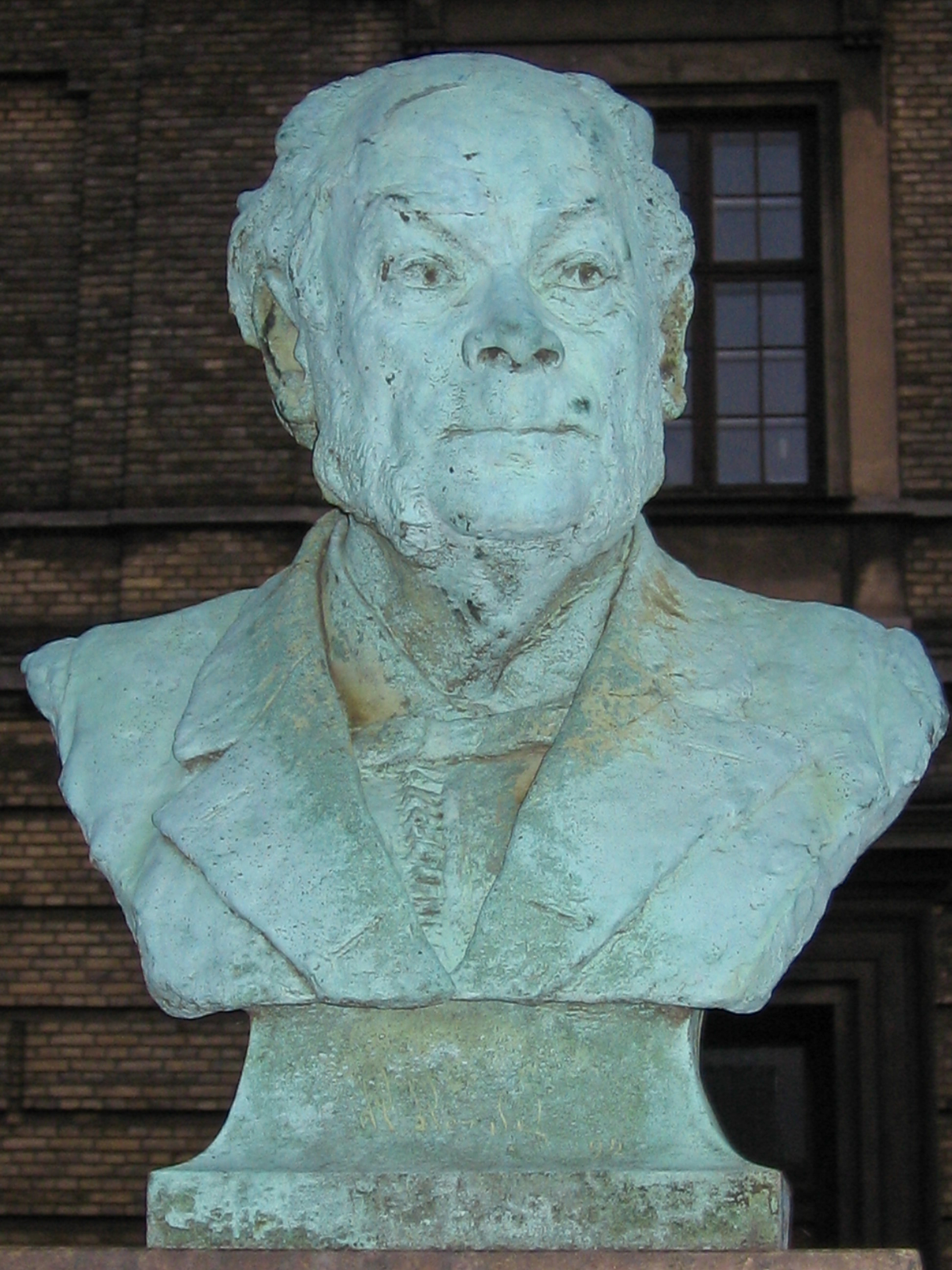
Bust de Rudolph Bergh fet per Peder Severin Krøyer que es troba a Copenhaguen.

Rudolph Bergh (15 d'octubre de 1824 – 20 de juliol de 1909), nom complet Ludvig Sophus Rudolph Bergh, va ser un metge i malacòleg danès. Treballà a Copenhaguen.
Com a metge es va especialitzar en les malalties de transmissió sexual. A Copenhaguen hi ha un hospital i un carrer (Rudolph Berghs Gade) que porten el seu nom.
Bergh com a malacòleg estudià els mol·luscs, en particular els nudibrancs. Va participar en una expedició científica a Indonèsia.
Era el seu fill el compositor Rudolph Sophus Bergh (1859 - 1924)
El gènere de nudibrancs Berghia rep el seu nom li va ser dedicat per Salvatore Trinchese el 1877.

## Altra bibliografia
- Petersen J. & Colin J. (1888). "Bergh, Ludvig Sophus Rudolf, f. 1824". Dansk biografisk lexicon, tillige omfattende Norge for tidsrummet 1537-1814, Kjøbenhavn. 2: 113-115.
- Dall W. H. (1909). "Ludwig Rudolph Sophus Bergh". Science 30(766): 304. doi:10.1126/science.30.766.304
- Vayssière A. (1910). "Nécrologie. Rudolph Bergh". Journal de Conchyliologie 58(1): 110-119. (include portrait and signature)
- Winckworth R. (1946). "On Bergh’s Malacologische Untersuchungen". Proceedings of the Malacological Society of London 27(1): 20-22.
- Burn R. (1978). "Publication dates of Bergh’s 1879 papers describing American chromodorids". The Veliger 20(3): 198-299.
- Jensen K. R. (2006). "The type collection of specimens described by Rudolf Bergh and housed in the Zoological Museum, Copenhaguen". 72nd Annual Meeting of the American Malacological Society, Abstracts and Program: 52. (abstract)